# شهرستان اوپوله
شهرستان اوپوله (به لهستانی: Powiat Opole) یک شهرستان در لهستان است که در استان اوپوله واقع شده‌است. شهرستان اوپوله ۱٬۵۸۶٫۸۲ کیلومتر مربع مساحت و ۱۳۴٬۸۷۴ نفر جمعیت دارد.